# Bondrée à queue carrée
Lophoictinia isura
Genre
Espèce
Synonymes
- Milvus isurus

Statut de conservation UICN

 LC  : Préoccupation mineure
Statut CITES
La Bondrée à queue carrée (Lophoictinia isura), anciennement connue en tant que Milan à queue carrée, est une espèce d'oiseaux de proie de la famille des Accipitridae vivant en Australie. C'est une espèce monotypique, la seule du genre Lophoictinia.
Sa ressemblance avec les milans est superficielle et due à une convergence évolutive. Elle appartient au même groupe australien que les Henicopernis et Hamirostra .

## Répartition et habitat
Cette espèce vit en Australie. Elle est connue pour nicher dans l'Est et le Sud-Est, mais hors de la saison de nidification, elle est rencontrée également sans le Nord et l'Ouest. 
On la rencontre dans les forêts et les brousses jusqu'à 1000 m d'altitude. 